# Aedes albopictus
Aedes albopictus (азиатский тигровый комар) — вид кровососущих комаров (Culicidae). Хорошо определяется по чёрным и белым полоскам на ногах, а также по чёрно-белому телу. Происходит из тропических и субтропических районов Юго-Восточной Азии, но с начала XXI века широко распространяется по всему миру.

## Этимология и систематика
В 1895 году британо-австралийский энтомолог Фредерик А. Эскью Скьюз (англ. Frederick A. Askew Skuse) открыл этот вид и дал ему название Culex albopictus (лат. Culex — комар, и albopictus — белыми пятнами). Позже, вид был перемещён в род кусаков (Aedes) (в переводе с греч. — «гнусный») и назван Aedes albopictus. Как и Aedes aegypti, Aedes albopictus относится к подроду Stegomyia (от греч. στέγος — «покрытый»). В 2004 году учёные обнаружили высокий уровень родства в подроде и они предложили дать ему уровень отдельного рода, в связи с этим будет правильней называть вид Stegomyia albopictus. Но этот факт другими учёными оспаривается.

## Описание

### Характеристика
Aedes albopictus длиной от 2 до 10 мм и имеет чёрную и белую окраску в виде полос и пятен. Разница в размерах связана с наличием пищи в водоёмах, где развивается личинка комара.
Самец на 20 % меньше самки, но их морфология сходна. Тем не менее, как и у всех кровососущих комаров, усики самцов в отличие от самок вытянутые и густые. Усики также служат слуховым рецептором, при помощи которого он может слышать писк самки.

### Схожие виды
Широко распространённый в Европе комар Culiseta annulata часто путают с Aedes albopictus из-за чёрного и белого окольцовывания ног. Однако этот вид имеет отличительную белую полосу, располагающуюся от центра головы до низа груди. Culiseta annulata немного больше Aedes albopictus, и он не чёрный и белый, а бежевый и серый, так и жилки на крыльях более явные и тёмные, для них нехарактерны пятна.
Некоторые виды в Северной Америке такие, например, как Ochlerotatus canadensis, схожи с Aedes albopictus по кольцам на ногах.
На территории Средиземноморья Aedes albopictus путают с Aedes cretinus, который также относится к подроду Stegomyia и использует схожие водоёмы для развития личинок. Aedes cretinus также имеет белую нашивку на Scutum, но она короче и ещё имеет дополнительную нашивку левее и правее от центральной полосы. Живёт Aedes cretinus дальше ареала Aedes albopictus, а именно на Кипре, в Турции, Греции, Македонии, Грузии.
В Азии Aedes albopictus могут спутать с любым представителем его подрода, так как они все имеют чёрную и белую окраску. Наибольшее сходство он имеет с сестринскими видами Aedes scutellaris (Индия, Индонезия, Папуа — Новая Гвинея и Филиппины), Aedes pseudoalbopictus (Индия, Индонезия, Малайзия, Бирма, Непал, Тайвань, Таиланд и Вьетнам) и Aedes seatoi (Таиланд).

## Экология

### Место обитания
Он живёт в урбанизированных, субурбанизированных и сельских регионах. Чаще встречаются в лесах поблизости от человека. Ещё живут в местах с бедной растительностью.

### Питание
Как и у других кровососущих комаров, кровью питаются только самки.
Самцы питаются нектаром цветов.

## Распространение болезней
Aedes albopictus разносит множество вирусов, такие как вирус долины Чаче, Чикунгунья, вирус Денге (у обезьян), вирус восточного энцефалита лошадей, вирус Западного Нила и вирус энцефалита Сент-Луис.

## Генетика
Кариотип: 6 хромосом (2n)
Геном: 0,62—1,66 пг (c value)